# 김창현 (야구인)
김창현(金昌鉉, 1985년 7월 1일 ~ )은 KBO 리그 키움 히어로즈의 수석코치이다.

## 야구선수 은퇴 후
경희대학교를 졸업했지만, 프로 지명을 받지 못하고 선수를 그만두었다. 2013년부터 넥센 히어로즈의 전력분석팀에서 활동하다가 2020년부터 퀄리티 컨트롤 코치로 활동했다. 2020년 10월에 당시 감독이었던 손혁이 사퇴하면서 감독 대행으로 활동했다.
2020 시즌 후 홍원기가 감독으로 선임되면서 수석코치 보직을 받았다.